# Firmilian (guvernator roman)
Firmilian a fost guvernatorul roman al provinciei Iudeea, în timpul celei de-a treia perioade a stăpânirii regiunii de către romani. El a fost al treilea dintr-un șir de guvernatori (Flavian, Urban și Firmilian) care au executat persecuțiile anticreștine ordonate de Dioclețian la Cezareea, capitala provinciei, pe parcursul a doisprezece ani. A fost considerat crud și sadic pentru torturarea și uciderea multor creștini și lipsit de milă chiar și în relațiile cu persoanele apropiate. Firmilian a fost executat pentru crimele sale din ordinul împăratului Maximinus Daia, la fel ca și predecesorul său, Urban, cu doi ani mai înainte.